# Adlerpeso
Der Adlerpeso war eine mexikanische Münze. Andere Namen waren Adlerpiaster, Adlerdollar oder Adlertaler.
Im Spanischen nannte man ihn Peso del aguila und der englische Name Mexican Eagle Dollar erschließt die Bezeichnung nach dem Prägebild.
Diese Silbermünze (Silberpeso oder Silberpiaster) der Republik Mexiko hatte ein Feingehalt von 24,433 g. Das entsprach 10 5/6 Dineros, den sogenannten Zwölfteln.
Der Adlerpeso war den in Spanien geprägten Silberpiastern von 1772 bis 1848 gleich. 1870 wurde das Gepräge geändert. Der Adlerpeso erhielt nun auf der einen Seite die Freiheitsmütze, unter der der Schwur auf die Verfassung durch die Waage der Gerechtigkeit symbolisiert wurde. Waagepiaster oder spanisch Pesos de la balanza war jetzt die treffendere Bezeichnung.